# Highlands (Texas)
Highlands statisztikai település az Amerikai Egyesült Államok Texas államában, Harris megyében. Lakosainak száma 8612 fő (2020. április 1.).

## Népesség
A település népességének változása:

| 2010 | 7 522 |
| 2020 | 8 612 |